# Imperio Kanem-Bornu

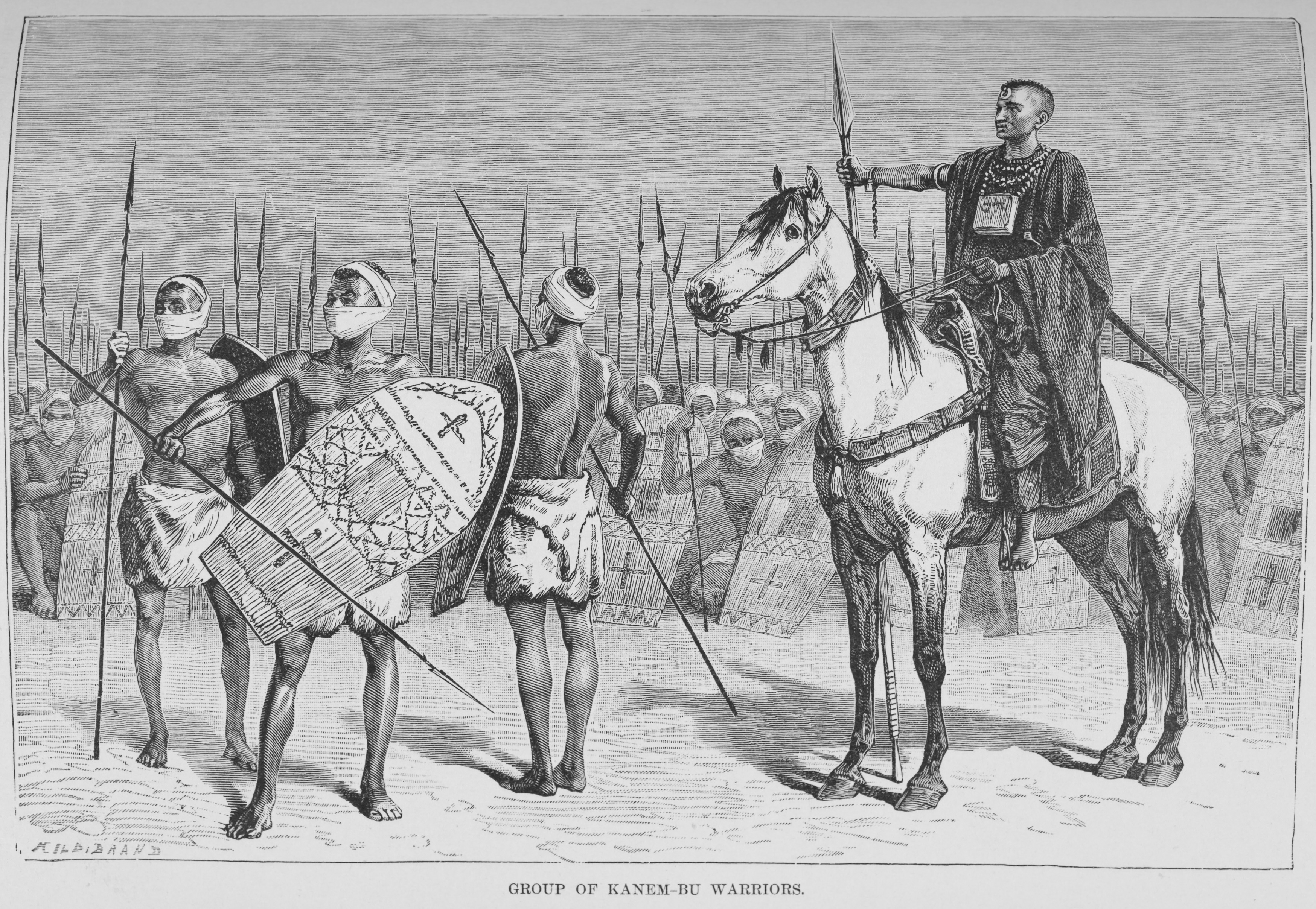
Estampa británica del : Guerreros Kanem-Bu.

El Imperio Kanem-Bornu existió en África entre el siglo VIII y la década de 1840. En su momento de mayor esplendor abarcó el área de los actuales sur de Libia, Chad, noreste de Nigeria, este de Níger y norte de Camerún. Durante su edad de oro pudo llegar a tener hasta 10 millones de habitantes aproximadamente (1230).
El Imperio Kanem (c. 700-1380) se ubicaba en los actuales países de Chad, Nigeria y Libia. En su apogeo, abarcaba un área que abarcaba no sólo la mayor parte de Chad, sino también partes del sur de Libia (Fezzan) y el este de Níger, el noreste de Nigeria y el norte de Camerún. El Imperio Bornu (1380s-1893) fue un estado en lo que hoy es el noreste de Nigeria, con el tiempo llegó a ser aún más grande que Kanem, incorporando áreas que hoy son partes de Chad, Níger y Camerún.
La historia temprana del imperio se conoce principalmente por la Crónica Real, o Girgam, descubierta en 1851 por el viajero alemán Heinrich Barth. Los regímenes sucesores remanentes del imperio, en forma de Emirato de Bornu y Emirato de Dikwa, se establecieron alrededor de 1900 y todavía existen hoy como estados tradicionales dentro de Nigeria.

## Origen
El imperio original fue llamado Kanem y surgió de la unión de tribus asentadas en torno al lago Chad; estaba ubicado en las rutas comerciales que vinculaban al África subsahariana con Oriente Próximo. Un grupo llamado los kanuri migró hacia la zona de Kanem durante el siglo XII y en el siglo XIII comenzó a conquistar tierras vecinas. La mayor expansión ocurrió en el reinado del mai (rey) Dunama Dibbalemi de la dinastía Sefuwa, que reinó de 1221 a 1259. Este fue el primero de los kanuri en convertirse al islam; declaró la yihad contra las tribus vecinas y acometió un largo período de conquista. Luego de consolidar su territorio alrededor del lago Chad, invadió Fezán (Libia) al norte y las tierras hausa (Nigeria) al oeste.
Esta expansión tuvo como objetivo el proteger las rutas de mercadeo hacia el norte. Al crecer el comercio, aumentó también el Imperio kanuri. A cambio de telas, sales, minerales y esclavos, los kanuri recibieron cobre, armas de fuego y caballos. En su apogeo, los kanuri controlaron una parte extensa y estratégica del norte de África. Todas las rutas comerciales del norte de África atravesaban su territorio. La cultura de los kanuri cambió al acrecentarse su riqueza. Gradualmente cambiaron su vida nómada por una sedentaria, con centros urbanos, tales como Anjimi, la primera capital del imperio.
Tras la muerte de Dunama Dibbalemi, disputas internas comenzaron a desgarrar al imperio. Sin embargo, a principios del siglo XV, la dinastía Sewufa se reorientó de Kanem a Bornu, un reino al oeste del lago Chad. El imperio tardó ciento cincuenta años en recuperar su estabilidad. El reinado del mai Ali Gaji (1497-1515) acabó con la división interna del imperio. Sus fuerzas arrebataron la antigua capital de Njima a la rebelde dinastía Bulala, pero pese a ello estableció una nueva capital en Ngazargamu. Esta revitalización coincidió con el colapso del Imperio songhai, lo que supuso una afortunada conyuntura para Kanem-Bornu.
Durante el reinado del mai Idris Aluma (1580-1617), el poder de los kanuri creció lo suficiente como para permitirles restablecer su autoridad en las tierras de Fezán y de los hausa merced al uso de un ejército equipado con mosquetes, obtenidos de los otomanos. Idris Aluma fue otro ferviente musulmán que deseaba emplear su poder para extender el islam por África y por ello proclamó yihads para impulsar las conversiones. Puso los cimientos político-administrativos de los últimos doscientos cincuenta años del imperio.
Cuando el imperio finalmente se hundió en los años 1840, hacía tiempo que se enfrentaba al creciente poder del rival Imperio fulani, situado al oeste. La expansión de las potencias poderes coloniales en el continente remató al decadente imperio; fue absorbido por el reino Wadai en 1846.
La historia de los kanuri desde el mai Dunama Dibbalemi en adelante se denomina el Diwan (crónicas reales) y fue descubierta en 1850 por H. Barth, un arqueólogo alemán.

## Historia

### Dinastía Duguwa o Dougouwa (700-???)
El cambio climático aseguró el auge del primitivo Imperio Kanem-Bornu, ya que la desertización que aumentó la extensión del Sáhara hizo inhabitables algunas zonas alrededor del lago Chad, provocando que los pueblos nómadas de esa zona navegaran hacia los lugares donde finalmente se centralizaría el imperio.
Kanem estaba conectada a través de una ruta comercial transahariana con Trípoli vía Bilma en el Kaouar. Por esta ruta se importaban esclavos desde el sur.: 171 
La tradición kanuri afirma que Sayf ibn Dhi Yazan estableció un gobierno dinástico sobre los nómadas en torno al siglo IX a través de la realeza divina. Durante el siguiente milenio, los Mais gobernaron al Kanuri, que incluía a los Ngalaga, Kangu, Kayi, Kuburi, Kaguwa, Tomagra y Tubu.: 165–168 
Kanem es mencionado como uno de los tres grandes imperios del Región del Sudán por Ya'qubi en 872. Describe el reino de «los Zaghāwa que viven en un lugar llamado Kānim», que incluía varios estados vasallos. «Sus moradas son chozas hechas de juncos y no tienen ciudades». Al vivir como nómadas, su caballería les daba superioridad militar. En el siglo X, al-Muhallabi menciona dos ciudades en el reino, una de las cuales era Mānān. Su rey era considerado divino, pues se creía que podía «traer la vida y la muerte, la enfermedad y la salud». La riqueza se medía en ganado, ovejas, vacas, camellos y caballos. A partir del siglo XI, al-Bakri se refiere al reino como Kanem. En el siglo XII Muhammad al-Idrisi describió Mānān como «una pequeña ciudad sin industria de ningún tipo y poco comercio». Ibn Sa'id al-Maghribi describe Mānān como la capital de los reyes de Kanem en el siglo XIII y a Kanem como un poderoso reino musulmán. 

### Dinastía Sayfawa o Sefuwa (850-1846)
Musulmanes de habla kanuri obtuvieron el control de Kanem de manos de los nómadas zaghawa en el siglo IX: 26, 109  durante un periodo de conflicto étnico.  La leyenda kanuri afirma que Sayf ibn Dhi Yazan fundó la dinastía Sayfawa. La nueva dinastía controlaba los vínculos comerciales de los zaghawa en el Sáhara central con Bilma y otras minas de sal. Sin embargo, la principal mercancía comercial eran los esclavos. Las tribus del sur del lago Chad eran asaltadas como kafirun, y luego transportadas a Zawila en el Fezzan, donde los esclavos eran intercambiados por caballos y armas. El número anual de esclavos pasó de 1000 en el siglo VII a 5000 en el XV. 
Según Richmond Palmer, era costumbre tener «al Mai sentado en una jaula con cortinas llamada “fanadir”, “dagil” o “tatatuna”... una jaula grande para un animal salvaje, con barrotes verticales de madera».
Mai Hummay comenzó su reinado en 1075, y formó alianzas con los Kay, Toubou, Dabir y Magumi. Se convirtió en el primer rey musulmán de Kanem, tras haber sido convertido por su tutor musulmán Muhammad Mānī. Permanecieron nómadas hasta el siglo XI, cuando fijaron su capital en Nijmi.
: 170–172 
El sucesor de Humai, Dunama I (1098-1151), realizó el Haŷŷ tres veces antes de ahogarse en Aidab. En esta época, el ejército contaba con 100 000 jinetes y 120 000 soldados.: 172 : 91, 163 : 35